# Andryala spartioides
Andryala spartioides là một loài thực vật có hoa trong họ Cúc. Loài này được Pomel ex Batt. & Trab. mô tả khoa học đầu tiên năm 1889.